# 鹿児島県獣医師会

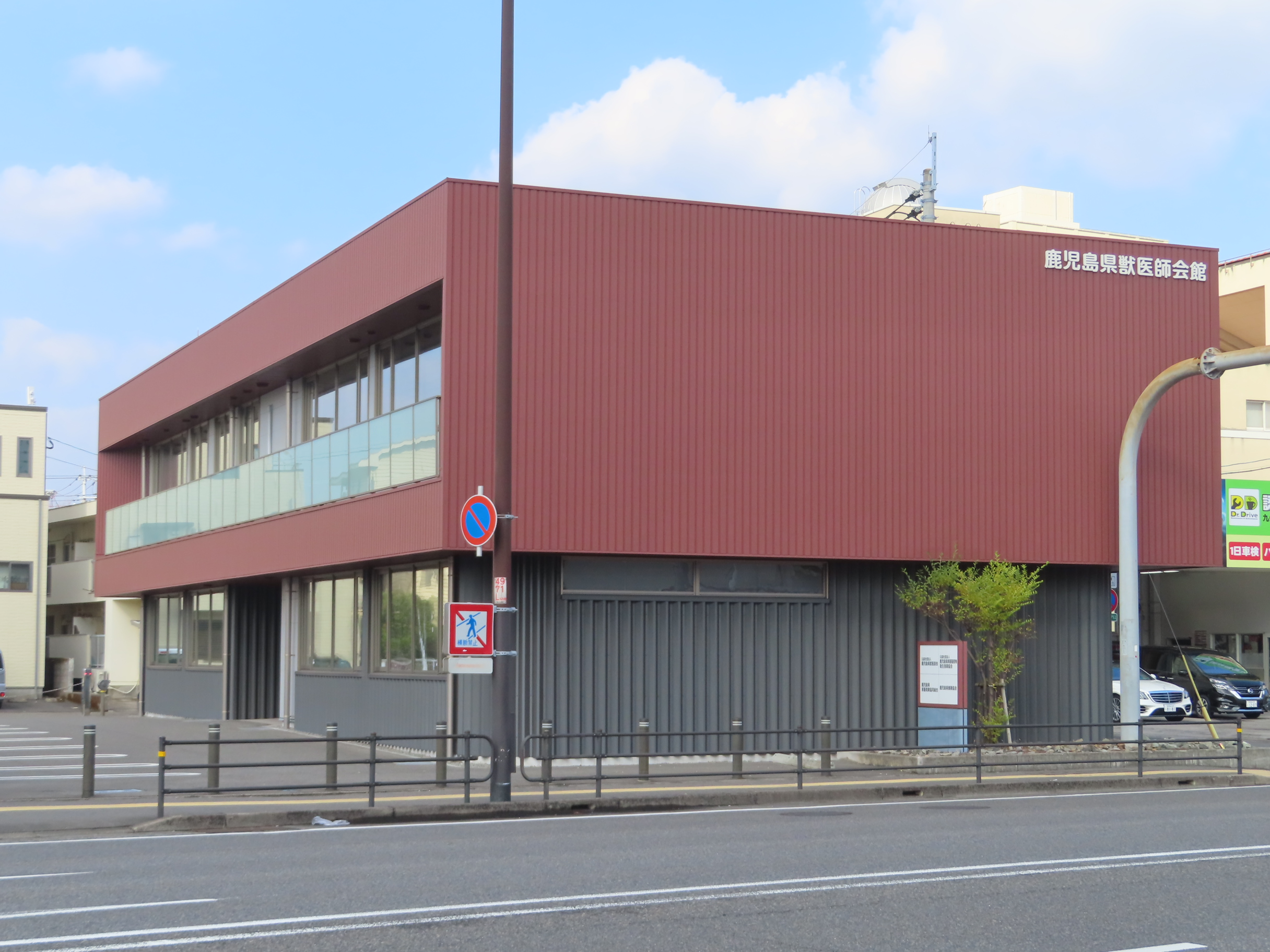
本部（2024年12月）

公益社団法人鹿児県獣医師会（こうえきしゃだんほうじんかごしまけんじゅういしかい 英称 Kagoshima Veterinary Medical Association）は、鹿児島県知事所管の鹿児島県の獣医師を会員とする公益法人。

## 本部所在地
〒890-0065 鹿児島県鹿児島市郡元3-3-32北緯31度33分38.7秒 東経130度32分58.7秒 / 北緯31.560750度 東経130.549639度座標: 北緯31度33分38.7秒 東経130度32分58.7秒 / 北緯31.560750度 東経130.549639度

## 業務内容
- 獣医師会員の学術技能向上のための研修会・講習会事業等の実施
- 鹿児島県との動物に関する連携事業
- 疾病している野鳥の保護・救護
- 県内各学校で飼われている動物の飼育指導
- 鹿児島県内各市町村との連携事業
- 狂犬病の予防接種・防止活動

## 不祥事
- 鹿児島県内の獣医師およそ1000人が所属している鹿児島県獣医師会で、2019年8月29日、およそ1億4400万円の使途不明金があることが明らかになった。
- 県獣医師会や鹿児島県によると、2019年5月、運営費の帳簿と預金残高の金額が合わないのに事務局長が気づいた。内部調査の結果、2017年度末の預金額が決算額よりおよそ1億2700万円不足していたほか、2018年度もおよそ1600万円の使途不明金があったという。会計は専務理事と職員2人が担当しているが、預金通帳や印鑑を紛失したり、決算の際、通帳と帳簿を照合していなかったりしたという。
- 獣医師会を指導・監督する県の畜産課は3年に1度、立ち入り検査を行い、出納簿などを調べているが、2018年1月の検査では「不正はない」と判断していた。
- 鹿児島県獣医師会の経理業務は2018年11月まで女性職員2人が担当していたが、健康上の理由で4月までに相次いで勤務から外れた。